# Epinotodonta japonica
Epinotodonta japonica är en fjärilsart som beskrevs av Nobukatsu Marumo 1920. Epinotodonta japonica ingår i släktet Epinotodonta och familjen tandspinnare. Inga underarter finns listade i Catalogue of Life.